# Добрият динозавър
„Добрият динозавър“ (на английски: The Good Dinosaur) е американски анимационен филм от 2015 година на режисьора Питър Сон по сценарий на Мег Лефов.
В центъра на сюжета е малък динозавър, който губи баща си при инцидент и докато се опитва да намери пътя за дома, се сприятелява с праисторическо дете. Филмът е продукция на „Walt Disney Pictures“ и анимационното студио „Пиксар“, което за пръв път в историята си пуска два филма в една и съща година – „Добрият динозавър“ и „Отвътре навън“.
„Добрият динозавър“ е номиниран за „Златен глобус“ за анимационен филм.